# Great Dubai Wheel
A Great Dubai Wheel egy bejelentett óriáskerék, melyet a Dubailand szórakoztató központban fognak felépíteni Dubajban (Egyesült Arab Emírségek).
A 185 méter magasra tervezett kerék terveit 2006-ban fogadták el, a megnyitás eredeti tervezett ideje 2009 volt. Várható építési költsége 260 millió AED, a keréknek 30 kapszulája lesz.
Amikor elkészül, a világ második legnagyobb óriáskereke lesz a már építés alatt álló 208 méteres Beijing Great Wheel után, melynek befejezését 2010-re tervezik. A kerék tetejéről 50 km-es távolságba lehet majd belátni Dubaj környékét.